# Cenerentola
Cenerentola (títol original en italià; traduïble al català com Ventafocs) és una òpera (denominada fiaba musicale) en tres actes, amb música d'Ermanno Wolf-Ferrari i llibret de Maria Pezzè-Pascolato, basada en el cèlebre conte del mateix nom de Charles Perrault. Es va estrenar al Teatre la Fenice de Venècia el 22 de febrer de 1900.
L'estrena no va ser gens reeixida. Dos anys més tard es va estrenar en alemany a Múnic, i amb èxit, impulsant la carrera operística del jove compositor.

## Personatges
| Personatge                        | Veu          | Repartiment de l'estrena, 22 de febrer de 1900 (director: Edoardo Vitale) |
| --------------------------------- | ------------ | ------------------------------------------------------------------------- |
| El rei                            | baix         | Roberto Tamanti                                                           |
| La reina                          | mezzosoprano | Maria Leonardi                                                            |
| Rubino, anomenat Pallido          | tenor        | Alessandro Procacci                                                       |
| Nasturzio                         | baríton      | Giuseppe La Puma                                                          |
| L'ambaixador                      | baix-baríton | Luigi Tavecchia                                                           |
| El duc de Monterotondo            | baix         | Ugo Giandominici                                                          |
| Ventafocs                         | soprano      | Clara Wolf-Ferrari                                                        |
| La madrastra de la Ventafocs      | contralt     | Lina Brumatti                                                             |
| Pizzichina, filla de la madrastra | soprano      | Rosina Giovannoni Zacchi                                                  |
| Vanerella, filla de la madrastra  | soprano      |                                                                           |
| Un Banditore                      | baríton      | Carlo Farinetti                                                           |